# Kyselina chenodeoxycholová
Kyselina chenodeoxycholová je karboxylová kyselina patřící mezi žlučové kyseliny. Jedná se o bílou krystalickou látku nerozpustnou ve vodě, ale rozpustnou v ethanolu a kyselině octové. Její soli a estery se nazývají chenodeoxycholáty. Kyselina chenodeoxycholová je jednou z hlavních žlučových kyselin vytvářených v játrech.
Poprvé byla tato kyselina izolována ze žluče husy domácí, z čehož pochází část jejího triviálního názvu (χήν je v řečtině husa).
Kyselina chenodeoxycholová a kyselina cholová jsou dvě nejvýznamnější žlučové kyseliny v lidském těle. U některých jiných savců se více než kyselina chenodeoxycholová vyskytují kyselina muricholová a kyselina deoxycholová.
Kyselina chenodeoxycholová se syntetizuje v játrech z cholesterolu několikastupňovým enzymatickým procesem. Jako další žlučové kyseliny zde může být konjugována s taurinem nebo glycinem, čímž se vytváří kyselina taurochenodeoxycholová či
glykochenodeoxycholová; konjugací se snižuje pKa, tedy zvyšuje kyselost, což vede k tomu, že vzniklé kyseliny jsou při pH obvyklém ve střevě ionizovány a zůstávají v trávicí soustavě, dokud se nedostanou do kyčelníku, kde jsou zpětně vstřebávány. Žlučové kyseliny vytvářejí micely, které usnadňují trávení lipidů. Po vstřebání se dostávají zpět do jater a jsou znovu využity. Neabsorbovaná kyselina chenodeoxycholová může být střevními bakteriemi přeměněna na kyselinu lithocholovou.
Kyselina chenodeoxycholová ze všech přírodních žlučových kyselin nejlépe stimuluje farnesoidový receptor X (FXR). Pomocí FXR se aktivuje transkripce řady genů.

## Použití
Kyselina chenodeoxycholová se používá v lékařství k rozpouštění žlučových kamenů
Jelikož má kyselina chenodeoxycholová jako vedlejší účinek průjem, tak se také používá k léčbě zácpy.